# Вайскірхен-ін-Штаєрмарк
Вайскірхен-ін-Штаєрмарк (нім. Weißkirchen in Steiermark) — ярмаркова комуна  (нім. Marktgemeinde)  у федеральній землі Штирія, Австрія.
Входить до складу округу Мурталь. Населення становить 4853 особи (станом на 31 грудня 2015 року). Займає площу 149 км². Святилище Марії у місті є найважливішим місцем паломництва верхньої долини Муру і найстарішим у Штирії (до 924). 1066-го вперше згадується парафіяльна церква Святого Віта. Церкву з романською вежею перебуловано у 1903—1904. Права ярмаркового містечка надані 1453 року.
Вайскірхен-ін-Штаєрмарк добре зберігся, у місті переважають двоповерхові будинки. Багато фасадів датуються 19-м століттям.

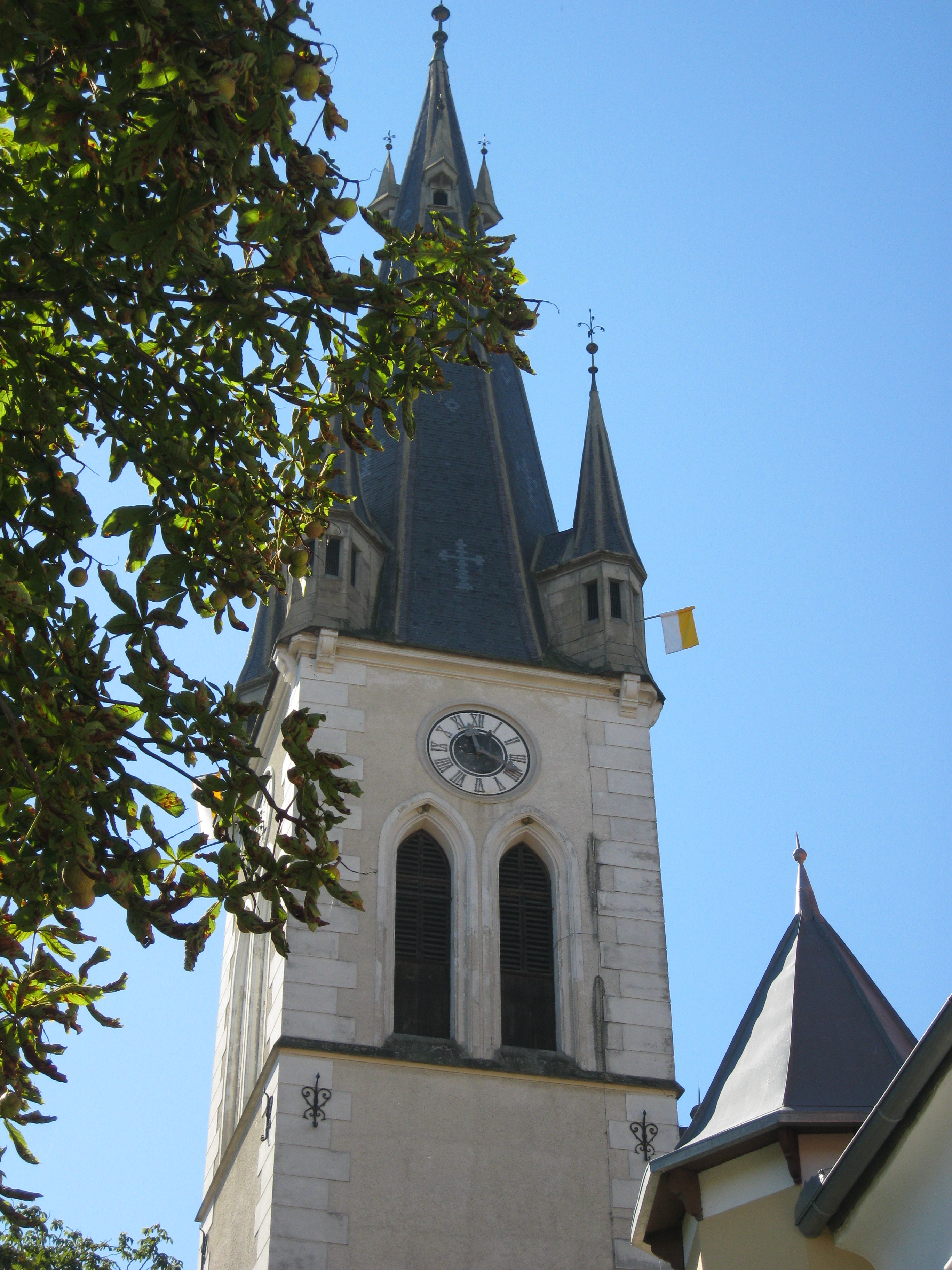
Парафіяльна церква Святого Віта

## Розташування
| Фонсдорф | Цельтвег     |             |
| Юденбург | Розташування | Лобмінгталь |
| Обдах    |              |             |